# Clasificación para la Copa Africana de Naciones de 1986
La Clasificación para la Copa Africana de Naciones 1986 se llevó a cabo en el año 1985 y contó con la participación de 28 selecciones nacionales.
Egipto clasificó directamente como el país organizador de la copa y Camerún clasificó directamente como el campeón de la edición anterior.

## Resultados

### Ronda Preliminar
| Equipo 1 | Agr.           | Equipo 2     | Ida | Vuelta |
| -------- | -------------- | ------------ | --- | ------ |
| Gambia   | 3-4            | Sierra Leona | 3-2 | 0-2    |
| Liberia  | 3-4            | Mauritania   | 3-1 | 0-3    |
| Malí     | 3-2            | Benín        | 1-0 | 2-2    |
| Mauricio | 0-3            | Mozambique   | 0-0 | 0-3    |
| Somalia  | 1-1 (4-3 pen.) | Kenia        | 1-0 | 0-1    |
| Tanzania | 3-2            | Uganda       | 0-1 | 3-1    |
| Zaire    | 3-1            | Gabón        | 2-0 | 1-1    |
| Zimbabue | 8-1            | Suazilandia  | 3-0 | 5-1    |

### Partidos
| 4 de agosto de 1984 | Tanzania | 0:1 | Uganda | ., Dar es-Salam, Tanzania |  |

| 18 de agosto de 1984 | Uganda | 1:3 (Global 2:3) | Tanzania | ., Kampala, Uganda |  |

Tanzania pasó de ronda con un marcador global (3:2)

| 16 de septiembre de 1984 | Mauricio | 0:0 | Mozambique | ., Curepipe, Mauricio |  |

| 30 de septiembre de 1984 | Mozambique | 3:0 (Global 3:0) | Mauricio | ., Maputo, Mozambique |  |

Mozambique pasó de ronda con un marcador global (3:0)

| 14 de octubre de 1984 | Zimbabue                                   | 3:0 | Suazilandia | Estadio Barbourfields, Bulawayo, Zimbabue |  |
|                       | Madinda Ndlovu · Boy Ndlovu · Gift Mpariwa |     |             |                                           |  |

| 4 de noviembre de 1984 | Suazilandia | 1:5 (Global 1:8) | Zimbabue                                          | ., Mbabane, Suazilandia |  |
|                        | Anotado     |                  | Moses Chunga · Willard Khumalo · Stanley Ndunduma |                         |  |

Zimbabue pasó de ronda con un marcador global (8:1)

| 9 de noviembre de 1984 | Somalia | 1:0 | Kenia | ., Mogadiscio, Somalia |  |

| 23 de noviembre de 1984 | Kenia        | 1:0 (0:0) (4:3 p.)(Global 1:1) | Somalia | Estadio Nacional Nyayo, Nairobi, Kenia |  |
|                         | Ali Muse 53' |                                |         |                                        |  |

Kenia pasó de ronda con un marcador global (1:1) Definición por penales (4:3)

| 11 de noviembre de 1984 | Zaire | 2:0 | Gabón | ., Kinsasa, Zaire |  |

| 25 de noviembre de 1984 | Gabón            | 1:1 (Global 1:3) | Zaire   | ., Libreville, Gabón |  |
|                         | Michel Minko 23' |                  | Anotado |                      |  |

Zaire pasó de ronda con un marcador global (3:1)

| 11 de noviembre de 1984 | Liberia | 3:1 | Mauritania | ., Monrovia, Liberia |  |

| 23 de noviembre de 1984 | Mauritania | 3:0 (Global 4:3) | Liberia | ., Nuakchot Mauritania |  |

Mauritania pasó de ronda con un marcador global (4:3)

| 18 de noviembre de 1984 | Malí                 | 1:0 (0:0) | Benín | ., Bamako, Mali |  |
|                         | Abdoulaye Kaloga 90' |           |       |                 |  |

| 2 de diciembre de 1984 | Benín | 2:2 (Global 2:3) | Malí | ., Cotonú, Benín |  |

Malí pasó de ronda con un marcador global (3:2)

| 18 de noviembre de 1984 | Gambia | 3:2 | Sierra Leona | ., Banjul, Gambia |  |

| 2 de diciembre de 1984 | Sierra Leona | 2:0 (Global 4:3) | Gambia | ., Freetown, Sierra Leona |  |

Sierra Leona pasó de ronda con un marcador global (4:3)

### Primera Ronda
| Equipo 1          | Agr.           | Equipo 2   | Ida | Vuelta |
| ----------------- | -------------- | ---------- | --- | ------ |
| Argelia           | 5-1            | Mauritania | 4-0 | 1-1    |
| Congo-Brazzaville | 2-5            | Zaire      | 2-5 | 0-0    |
| Costa de Marfil   | 7-1            | Malí       | 6-0 | 1-1    |
| Ghana             | 5-2            | Guinea     | 1-1 | 4-1    |
| Libia             | 2-1            | Túnez      | 2-0 | 0-1    |
| Madagascar        | 2-6            | Zimbabue   | 0-1 | 2-5    |
| Malaui            | 2-2 (5-6 pen.) | Mozambique | 1-1 | 1-1    |
| Togo              | 1-2            | Senegal    | 0-1 | 1-1    |
| Kenia             | w.o.           | Sudán      | -   | -      |
| Sierra Leona      | w.o.           | Marruecos  | -   | -      |
| Nigeria           | w.o.           | Tanzania   | -   | -      |
| Zambia            | w.o.           | Etiopía    | -   | -      |

### Partidos
| 3 de marzo de 1985 | Madagascar | 0:1 (0:0) | Zimbabue             | Municipal de Mahamasina, Antananarivo, Madagascar |  |
|                    |            |           | 62' Stanford Mutizwa |                                                   |  |

| 23 de marzo de 1985 | Zimbabue                                                                | 5:2 (Global 6:2) | Madagascar | ., Harare, Zimbabue |  |
|                     | John Phiri · Boy Ndlovu · Stanley Ndunduma · Joel Shambo · Moses Chunga |                  |            |                     |  |

Zimbabue pasó de ronda con un marcador global (6:2)

| 8 de marzo de 1985 | Argelia                                                                        | 4:0 (2:0) | Mauritania | Estadio 5 de julio de 1962, Argel, Argelia               |                                                          |
|                    | Lakhdar Belloumi 6' · Nasser Bouiche 27' · Amadou Cissé 58' · Djamel Menad 68' |           |            | Asistencia: 4.000 espectadores Árbitro(s): Habib Mimouni | Asistencia: 4.000 espectadores Árbitro(s): Habib Mimouni |

| 22 de marzo de 1985 | Mauritania      | 1:1 (1:1) (Global 1:5) | Argelia            | Estadio Olímpico de Nuakchot, Nuakchot, Mauritania                 |                                                                    |
|                     | Djiby Dieng 19' |                        | 43' Nasser Bouiche | Asistencia: 12.000 espectadores Árbitro(s): Cheikh D'Jibril M'Baye | Asistencia: 12.000 espectadores Árbitro(s): Cheikh D'Jibril M'Baye |

Argelia pasó de ronda con un marcador global (5:1)

| 29 de marzo de 1985 | Libia                               | 2:0 | Túnez | Estadio 11 de Junio, Trípoli, Libia |  |
|                     | Ibrahim Al-Maadani · Ali Al-Beshari |     |       |                                     |  |

| 14 de abril de 1985 | Túnez             | 1:0 (1:0) (Global 1:2) | Libia | El Menzah, Túnez, Túnez |  |
|                     | Bassam Jeridi 26' |                        |       |                         |  |

Libia pasó de ronda con un marcador global (2:1)

| 31 de marzo de 1985 | Ghana | 1:1 | Guinea | ., Acra, Ghana |  |

| 14 de abril de 1985 | Guinea  | 1:4 (Global 2:5) | Ghana                                                 | Estadio del 28 de Septiembre, Conakri, Guinea |  |
|                     | Anotado |                  | Abédi Pelé · Ofei Ansah · George Alhassan · Opoku Nti |                                               |  |

Ghana pasó de ronda con un marcador global (5:2)

| 31 de marzo de 1985 | Costa de Marfil                                                                 | 6:0 (3:0) | Malí | Estadio Houphouët-Boigny, Abiyán, Costa de Marfil |  |
|                     | Abdoulaye Traoré 3' 48' 51' · Lucien Kassi-Kouadio 7' 37' · Youssouf Fofana 70' |           |      |                                                   |  |

| 14 de abril de 1985 | Malí               | 1:1 (0:1) (Global 1:7) | Costa de Marfil      | ., Bamako, Mali |  |
|                     | Idrissa Traoré 72' |                        | 25' Abdoulaye Traoré |                 |  |

Costa de Marfil pasó de ronda con un marcador global (7:1)

| 31 de marzo de 1985 | Malaui        | 1:1 | Mozambique | ., Lilongüe, Malaui |  |
|                     | Lawrence Waya |     | Anotado    |                     |  |

| 16 de abril de 1985 | Mozambique    | 1:1 (6:5 p.)(Global 2:2) | Malaui       | ., Maputo, Mozambique |  |
|                     | Chababe Amade |                          | Frank Sinalo |                       |  |

Mozambique pasó de ronda con un marcador global (1:1) Definición por penales (6:5)

| 31 de marzo de 1985 | Togo | 0:1 | Senegal | ., Tsevie, Togo |  |

| 14 de abril de 1985 | Senegal | 1:1 (Global 2:1) | Togo | ., Dakar, Senegal |  |

Senegal pasó de ronda con un marcador global (2:1)

| 31 de marzo de 1985 | Congo                                            | 2:5 (1:4) | Zaire                                                                                        | ., Brazzaville, República Popular del Congo |  |
|                     | Stanislas Kouvouama 42' · Christian Nkounkou 80' |           | 5' Jean-Santos Muntubila · 15' 50' Eugène Kabongo · 25' Baudouin Ngeleme · 28' Kiyika Tokodi |                                             |  |

| 14 de abril de 1985 | Zaire | 0:0 (0:0) (Global 5:2) | Congo | ., Kinsasa, Zaire |  |

Zaire pasó de ronda con un marcador global (5:2)

|  | Kenia | w/o | Sudán |  |  |

|  | Sudán | w/o | Kenia |  |  |

Kenia pasó de ronda después que Sudán se retirara

|  | Marruecos | w/o | Sierra Leona |  |  |

|  | Sierra Leona | w/o | Marruecos |  |  |

Marruecos pasó de ronda después que Sierra Leona se retirara

|  | Nigeria | w/o | Tanzania |  |  |

|  | Tanzania | w/o | Nigeria |  |  |

Nigeria pasó de ronda después que Tanzania se retirara

|  | Zambia | w/o | Etiopía |  |  |

|  | Etiopía | w/o | Zambia |  |  |

Zambia pasó de ronda después que Etiopía se retirara

### Segunda Ronda
| Equipo 1        | Agr.           | Equipo 2   | Ida | Vuelta |
| --------------- | -------------- | ---------- | --- | ------ |
| Costa de Marfil | 2-0            | Ghana      | 2-0 | 0-0    |
| Kenia           | 0-3            | Argelia    | 0-0 | 0-3    |
| Libia           | 3-3 (3-4 pen.) | Mozambique | 2-1 | 1-2    |
| Marruecos       | 1-0            | Zaire      | 1-0 | 0-0    |
| Nigeria         | 0-0            | Zambia     | 0-0 | 0-1    |
| Zimbabue        | 1-3            | Senegal    | 1-0 | 0-3    |

### Partidos
| 4 de agosto de 1985 | Kenia | 0:0 (0:0) | Argelia | Estadio Nacional Nyayo, Nairobi, Kenia                       |  |
|                     |       |           |         | Asistencia: 15.000 espectadores Árbitro(s): Ali Tahir Hafidh |  |

| 13 de agosto de 1985 | Argelia                                     | 3:0 (1:0) (Global 3:0) | Kenia | Estadio 5 de julio de 1962, Argel, Argelia              |                                                         |
|                      | Fawzi Benkhalidi 16' 72' · Rabah Madjer 75' |                        |       | Asistencia: 15.000 espectadores Árbitro(s): Badara Sène | Asistencia: 15.000 espectadores Árbitro(s): Badara Sène |

Argelia clasificó con un marcador global (3:0)

| 10 de agosto de 1985 | Nigeria | 0:0 (0:0) | Zambia | ., Lagos, Nigeria |  |

| 18 de agosto de 1985 | Zambia          | 1:0 (0:0) (Global 1:0) | Nigeria | ., Lusaka, Zambia |  |
|                      | Jack Chanda 86' |                        |         |                   |  |

Zambia clasificó con un marcador global (1:0)

| 18 de agosto de 1985 | Costa de Marfil | 2:0 | Ghana | ., Abiyán, Costa de Marfil |  |

| 1 de septiembre de 1985 | Ghana | 0:0 (0:0) (Global 0:2) | Costa de Marfil | Estadio Baba Yara, Kumasi, Ghana |  |

Costa de Marfil clasificó con un marcador global (2:0)

| 18 de agosto de 1985 | Zimbabue             | 1:0 (0:0) | Senegal | ., Harare, Zimbabue |  |
|                      | Stanley Ndunduma 65' |           |         |                     |  |

| 1 de septiembre de 1985 | Senegal       | 3:0 (Global 3:1) | Zimbabue | Estadio Demba Diop, Dakar, Senegal |  |
|                         | Jules Bocandé |                  |          |                                    |  |

Senegal clasificó con un marcador global (3:1)

| 23 de agosto de 1985 | Libia           | 2:1 | Mozambique   | Estadio 28 de Marzo, Bengasi, Libia |  |
|                      | Fawzi Al-Issawi |     | Calton Banze |                                     |  |

| 15 de septiembre de 1985 | Mozambique        | 2:1 (4:3 p.)(Global 3:3) | Libia           | ., Maputo, Mozambique |  |
|                          | Anotado · Anotado |                          | Reda Al-Senussi |                       |  |

Mozambique clasificó con un marcador global (3:3) Definición por penales (4:3)

| 25 de agosto de 1985 | Marruecos         | 1:0 (0:0) | Zaire | Estadio Mohammed V, Casablanca, Marruecos |  |
|                      | Mustafa Merry 46' |           |       |                                           |  |

| 8 de septiembre de 1985 | Zaire | 0:0 (0:0) (Global 0:1) | Marruecos | Stade Frederic Kibassa Maliba, Lubumbashi, Zaire |  |

Marruecos clasificó con un marcador global (1:0)

## Clasificados
| - Argelia - Camerún (campeón) - Costa de Marfil - Egipto (anfitrión) | - Marruecos - Mozambique - Senegal - Zambia |